# Непсоим
Непсоим (устар. Неп-Соим) — река в Шурышкарском районе Ямало-Ненецкого АО. Устье реки находится в 48 км по левому берегу реки Муёган. Длина реки составляет 16 км.

## Данные водного реестра
По данным государственного водного реестра России относится к Нижнеобскому бассейновому округу, водохозяйственный участок реки — Обь от впадения реки Северная Сосьва до города Салехард, речной подбассейн реки — бассейны притоков Оби ниже впадения Северной Сосьвы. Речной бассейн реки — (Нижняя) Обь от впадения Иртыша.